# الإسكندرية للبترول
الإسكندرية للبترول أو (بالإنجليزية: APC - Alexandria Petroleum Co)‏ هي إحدى شركات قطاع البترول المصري، والتي تأسست عام 1954 برأس مال قدره نصف مليون جنيه مصري وصل إلى 995 مليون جنيه مصري في عام 2004.

## نشاط الشركة
- تقوم الشركة بتلبية احتياجات السوق المحلية من المنتجات البترولية وتصدير الفائض للخارج من أجل زيادة الدخل القومي
- تقوم الشركة بانتاج

55% من الإستهلاك الوطني من الزيوت الأساسية.

80% من الإستهلاك الوطني من المذيبات الخاصة مثل الهكسين عديم الرائحة.

65% من الإستهلاك الوطني من منتجات البيتومين والبيتومين الثقيل.
- المنتجات

البروبان

نافتا

غاز البترول المسال

وقود طائرات

كيروسين

المذيبات الخاصة

زيوت التشحيم

البيتومين

## مساهمات الشركة بقطاع البترول
- أنربك - الإسكندرية الوطنية للتكرير والبتروكيماويات : 72%
- أموك - الإسكندرية للزيوت المعدنية : 20%
- أسبك - الإسكندرية للمنتجات البترولية المتخصصة : 20%
- بتروسيف - الخدمات البترولية للسلامة والبيئة : 15%
- أكبا - الإسكندرية للإضافات البترولية : 10%
- بترومنت - الإسكندرية للصيانة البترولية : 7.8%
- إبروم - المصرية لتشغيل وصيانة المشروعات : 15%

## ريهام محمد علفه[1]
علاء امين
- محمد صبحي عامر.[2]
- مدحت بهجت.[3]
- نبيل عفيفي.[4]
- عوض أبو هلب.[5]
- عمرو مصطفى.[6]
- محمد الجوهري.[7]
- منصور كامل.[8]
- محمد محجوب عبد المنعم.[9]
- محمد السيد غانم.[10]